# Me and My Gal
Me and My Gal är en amerikansk dramakomedifilm från 1932 i regi av Raoul Walsh. I huvudrollerna ses Spencer Tracy och Joan Bennett.

## Rollista i urval
- Spencer Tracy - Danny Dolan
- Joan Bennett - Helen Riley
- Marion Burns - Kate Riley
- George Walsh - Duke
- J. Farrell MacDonald - Pop Riley
- Noel Madison - Baby Face
- Henry B. Walthall - Sarge
- Bert Hanlon - Jake
- Adrian Morris - Allen
- George Chandler - Eddie Collins
- Emmett Corrigan - Police Captain
- Jesse De Vorska - Jake
- Lemist Esler - Doktor
- Hank Mann - Hank
- Frank Moran - Drunk's Foil
- Will Stanton - Drunk